# 帕特里斯·西蒙
帕特里斯·西蒙（法語：Patrice Simon，1969年—），法国材料科学家，法国科学院院士，欧洲科学院院士，1996年获法国National School of Engineering of Toulouse (ENSIACET)材料学博士。2001年至今任职于法国图卢兹第三大学材料科学学院CIRIMAT实验室。兼任Alistore ERI Eutropean research Institute主任， Réseau sur le stockage électrochimique de l'énergie 副主任。
西蒙教授的研究方向是纳米材料及其在电化学电容器、锂离子电池中的应用。西蒙教授对电化学过程的固液界面及其与材料结构和性能之间的关系进行了深入的研究，特别是孔结构关系与电容大小的关系。2006年与其他科学家合作发现，当碳材料孔道小于1nm时，材料的电容会急剧增加。该研究对于电双层的认识及容量提高提出了一个全新的研究方向，是电化学基础理论的一个新认知。

## 生平
1969年出生于法国，1995年获得ENSIACET材料博士学位。2001年之后在图卢兹大学任教。

### 研究
2015年，获法国国家科学研究中心银质奖章。
2018年，获科睿唯安引文桂冠奖。
2019年，当选法国国家技术科学院院士。
2019年，当选欧洲科学院院士
2019年，当选法国科学院院士